# Casanova '70
Casanova '70 es una pel·lícula italiana de comèdia del 1965 produïda per Carlo Ponti, dirigida per Mario Monicelli i protagonitzada per Marcello Mastroianni, Virna Lisi, Enrico Maria Salerno i Michèle Mercier.

## Sinopsi
Andrea, un oficial de l'OTAN, és un Don Juan que s'enamora contínuament de les dones que coneix. No es resisteix a cap d'elles i es dedica a seduir-les. Tot i això, Andrea té un problema, només li interessa el plaer de la conquesta perquè a l'hora de concloure, la por al fracàs el paralitza fins al punt que creu que és impotent. Un dia decideix consultar un psicoanalista que, entre diverses conclusions excèntriques, explicarà a Andrea que de fet la seva fantasia és barrejar seducció i perill, l'única situació que l'emociona sexualment.

## Repartiment
- Marcello Mastroianni... Major Andrea Rossi-Colombotti
- Virna Lisi... Gigliola
- Marisa Mell... Thelma
- Michèle Mercier... Noelle
- Enrico Maria Salerno... Professor (psiquiàtra)
- Liana Orfei... Lion Tamer
- Guido Alberti... Monsignore
- Beba Lončar... La ragazza del museo
- Moira Orfei... Santina
- Margaret Lee… Lolly
- Rosemary Dexter... Maid
- Jolanda Modio... Addolorata
- Seyna Seyn... Indonesian Airline Hostess
- Luciana Paoli... La moglie del droghiere
- Marco Ferreri... Comte
- Bernard Blier... Il commissario

## Premis
- La pel·lícula fou nominada a l'Oscar al millor guió original.
- Va guanyar el Premi Sant Sebastià d'interpretació masculina (Mastroianni) i la Conquilla de Plata al millor director al Festival Internacional de Cinema de Sant Sebastià 1965.[2]